# Seznam slovenskih generalov
Seznam slovenskih generalov vsebuje vse generale slovenskega rodu, ki so služili v tujih in domačih (slovenskih) oboroženih silah.

## Nemčija
- Odilo Globocnik (1904—1945), generalporočnik policije in višji SS vodja, poveljnik Jadranskega varnostnega območja, naturalizirani Nemec, slovenskega porekla, vojni zločinec

## Italija
- Francesco Ignazio Scodnik (1804—1877), generalmajor, poveljnik vojaškega okrožja, naturalizirani Italijan, slovenskega porekla

## Avstrijsko cesarstvo,Avstro-OgrskainAvstrija
A
- August Augustin (1843—1921), častni generalmajor, baron
- Ferdinand Vincenz Augustin (1807—1861), podmaršal, baron
- Karl Ernst Augustin pl. Zaluze (1859—1945), generalmajor
- Vincenz Augustin (1780—1859), feldcojgmajster, baron

B
- Johann (Hans) Nepomuk Anton Theodor Ferdinand Balzar (1863—1935), generalmajor, baron
- Jernej Basaj - Jerajev (1719—1794), general Vojne krajine
- August Blaha pl. Zahenringen (1856—1937), generalmajor
- Franz Buchta (1828—1919), generalmajor, baron

F
- Anton Fink (1795—1855), generalmajor

G
- Anton Glas (1849—1923), podmaršal
- Gustav Viktor Josef Globočnik pl. Vojka (1859—1946), podmaršal, poveljnik skupine »Globocnik« na soški fronti
- Gustav Golja, generalporočnik letalstva AV (od 1955)
- Friedrich Gostischa (1863—1937), generalmajor
- Rudolf Grund (1844—1911), titularni generalmajor, baron

J
- Maximilian Jablonski pl. Therner (1876—1947), generalmajor AV (od 1920), poveljnik brigade (1923)
- Friedrich Gustav Jablonski pl. Wittehöhe (1797—1863), častni podmaršal
- Joseph Jablonski pl. Del Monte Berico (1806—1876), feldcojgmajster
- Alfred Jansa (1884—1963), podmaršal AV (od 1920), poveljnik 3. brigade, načelnik GŠ AV (1936—1938), ni prestopil v nemški Wehrmacht

K
- Emil Kastner (1846—1915), titularni generalmajor
- Alfred Ottokar Klement pl. Treldewehr (1858—1934), generalmajor
- Ferdinand Kopriva (1861—1917), generalmajor
- Viktor Kranjc (Viktor Krainz) (1847—1915), generalmajor, poveljnik mesta Krakow, Poljska
- Wilhelm Kuntner (1915—2001), generalmajor AV (od 1955), načelnik Nacionalne obrambne šole na Dunaju

L
- Johann Lavrič pl. Zaplaz (1850—1941), podmaršal
- Joseph pl. Leskoschek (1853—1931), titularni generalmajor, baron
- Josef Likoser pl. Sprengbrück (1839—1913), častni generalmajor
- Emil Linhart (1846—1912), podmaršal, baron
- Johann Linhart (1854—1944), titularni podmaršal

M
- Karl Majcen (*1934), generalpolkovnik AV (od 1955), poveljnik Dunaja, generalni inšpektor AV (1990-1999)
- Arnold Michl (1844—1914), titularni podmaršal, baron
- Rudolf Musil (1838—1922), podmaršal, baron

N
- Friedrich Novak (1858—1918), titularni general pehote
- Guido Giacomo Novak pl. Arienti (1859—1928), podmaršal, poveljnik korpusa in načelnik Terezijanske vojaške akademije na Dunaju
- Ludwig Novak (1843—1913), generalmajor
- Richard Novak (1857—1928), generalmajor
- Sigmund Joseph Novak (1774—1860), podmaršal, baron
- Ignaz Nowak (?—1826), generalmajor
- Ignaz Nowak (1751—1820), podmaršal, baron

P
- Ferdinand Pachner pl. Eggenstorff - Stolać, (1831—1897), podmaršal
- Konstantin Pachner pl. Zobor, (1842—1923), titularni generalmajor
- Willibald Perko pl. Greiffenbühl – del Monte Berico, (1881-1952), generalmajor AV (od 1920), poveljnik 6. brigade na Koroškem in Tirolskem
- Herman Pinter (1840—1916), podmaršal, baron
- Julius Pinter (1852—1935), titularni generalmajor
- Emanuel Piwetz (1856—1932), generalmajor
- Karel Polz pl. Ruttersheim (1819—1885), generalmajor, poveljnik 33. pehotne brigade
- Karl Potoschnigg (1847—1928), titularni podmaršal, baron
- Johann Pregelj (1850—1915), titularni generalmajor
- Karl Preschern pl. Heldenfeld (?—1812), generalmajor
- Karl Pukl (1846—1912), častni podmaršal
- Ludwig Putz (1853—1919), titularni generalmajor

S
- Johan Sagai (Ivan Sagaj) (1863—1942), titularni generalmajor
- Viktor Sagai (Sagaj) (1873—1925), podmaršal AV (od 1920), poveljnik 3. brigade »Niederösterreich« (1920-1923)
- Blasius Schemua (Blaž Žemva), (1856—1920), general pehote, baron, načelnik GŠ AOV (1911-1912)
- Johan Schemua (Janez Žemva), (1850—1919), general pehote, baron, poveljnik korpusa in Tirolske
- Janez Schifrer (1845—1919), generalmajor sanitetne službe, načelnik korpusne sanitete
- Friderik Širca (skladatelj Risto Savin), (1859—1948), titularni generalmajor, baron
- Alois Schuschnigg (1833—1911), častni generalmajor, baron
- Ernst Schwarzl (1831—1907), častni generalmajor, baron
- Pavel Maria Joseph Senitzer (Seničar), (1760—1830), generalmajor, baron
- Viktor Skribe (1843—1930), titularni podmaršal
- Adolf Smole (1850—1929), titularni generalmajor
- Albin Stadler (1862—1924), titularni generalmajor
- Stephan Stadler (1862—1941), titularni podmaršal
- Johan Supanchich pl. Haberkorn (1812—1873), častni podmaršal
- Josef Supančič pl. Kroisenau (1850—1927), titularni generalmajor

T
- Isidor Teuš (1861—1929), generalmajor
- Jožef Tomše pl. Savskidolski (1850—1938), titularni podmaršal, predsednik Tehničnega vojaškega sveta AOV na Dunaju
- Gabriel Trost (1848—1916), titularni generalmajor, baron
- Viktor Tscherne (Černe) (1855—1923), titularni generalmajor, direktor tovarne smodnika v Kamniku

V
- Alfred Vallentsits (1832—1892), podmaršal, baron, sin Antona
- Anton Vallentsits (1796—1892), častni generalmajor, baron
- Alois Viditz pl. Auenstein (1836—1920), generalmajor, baron
- Alois Widmar (1851—1931), titularni generalmajor

W
- Alois Franz Widmayer (1764—1831), generalmajor, poveljnik polka, spomenik v Braniku
- Leopold Wissiak pl. Wiesenhorst (1780—1852), podmaršal

Z
- Maximilian Zorn pl. Plobsheim (1715—1774), podmaršal

## VojskaSHSinKraljevine Jugoslavije
A
- Bogomil - Matija Armič (1890—1975), topniški brigadni general, poveljnik topništva Bosankega divizijskega območja v Sarajevu

D
- Linus Dekaneva (1884—1953), Maistrov borec, pehotni brigadni general, kraljev pribočnik, pomočnik poveljnika Šumadijskega divizjskega območja, glavni inšpektor pehote v GŠ VKJ

J
- Ferdinand Janež (1886—1962), topniški brigadni general, Maistrov borec, poveljnik topništva in namestnik poveljnika Dravske divizije v Ljubljani

K
- Adolf Kilar (1887—1939), Maistrov borec, pehotni brigadni general, pomočnik poveljnika Bregalniškega divizijskega območja
- Rudolf Kobal (1878—1945), sanitetni brigadni general, načelnik internega oddelka vojaške bolnišnice v Beogradu

L
- Otmar Langerholc (1885—1970), pehotni brigadni general, poveljnik pehote Moravske divizije v Nišu
- Anton Lokar, (1884—1961), pehotni generalštabni brigadni general, Maistrov borec, načelnik štaba 4. armade v Sarajevu
- Mihael Lukanc pl. Savenburg (1886—1941), topniški brigadni general, Maistrov borec. poveljnik topništva Savske divizije v Zagrebu

M
- Rudolf Maister - Vojanov (1874—1934), prvi slovenski generalmajor (1918) in divizijski general (1920), častni kraljev pribočnik, vodja mejne komisije
- Miroslav Martinčič (1882—1943), pehotni brigadni general, Maistrov borec, poveljnik zaledja Dravske divizije v Ljubljani

P
- Milan Plesničar (1882—1969), divijski general, pomočnik poveljnika 5. vojaškega območja v Novem Sadu
- Franc Pogačar (1886—1941), topniški brigadni general, poveljnik topništva Savske divizije v Zagrebu

R
- Mirko Rajh (1887—1941), pehotni brigadni general, poveljnik pehote Osiješke divizije
- Metod Rakuša (1889—1963), pehotni brigadni general, Maistrov borec, poveljnik pehote Bosanskega divizijskega območja v Sarajevu
- Leon Rupnik - Lev (1880—1946), divizijski general, načelnik štaba 1. armade v Zagrebu, generalni inšpektor Slovenskega domobranstva (1943—1945)

S
- Vladimir Skubic (1877—1957), pehotni brigadni general, (oče dr. Viktor Skubic, sanitetni stotnik, 1845 Črnomelj - 1892 Požarevac), pomočnik poveljnika Bregalniške divizije, nosilec spomenice srbsoko-turška vojna (1912-1913), spomenica srbsko-bolgarska vojna (1913), 1. s.v. (1914-1918), albanska spomenica (1915), komandant Šumadijske brigade (1924-1927), komandant mesta Niš (1927-1930)

## Slovenska partizanska vojska -NOV in POSlovenije
- Ladislav Ambrožič - Novljan (1908—2004), generalmajor, poveljnik 9. korpusa, načelnik GŠ NOV Slovenije, glej JLA
- Jaka Avšič (1896—1978), general(pod)polkovnik, namestnik poveljnika GŠ NOV Slovenije, glej JLA
- Dušan Kveder - Tomaž (1915—1966), stotnik španske republikanske armade, generalmajor, poveljnik GŠ NOV Slovenije, glej JLA
- Ivan Maček - Matija (1908—1992), generalmajor, politični komisar in poveljnik GŠ NOV Slovenije, prvi načelnik Ozne Slovenije, glej JLA
- Karel Marčič (1891—1972), general(pod)polkovnik, načelnik oddelka GŠ NOV Slovenije, glej JLA
- Franc Rozman - Stane (1911—1944), stotnik španske republikanske armade, generallajtnant (prvi partizanski general), narodni heroj, poveljnik GŠ NOV Slovenije
- France Pirc (1899—1954), generalmajor letalstva, prvi poveljnik vojnega letalstva NOV Jugoslavije, glej JLA

## Slovensko domobranstvoinJugoslovanska vojska v domovini
- Franc Krener (tudi Krenner), (1898—1973), divizijski general, poveljnik organizacijskega štaba Slovenskega domobranstva (od 1943) in poveljnik Slovenske narodne vojske (od 3. maja 1945), emigrant
- Ivan Prezelj - Andrej (1895—1973), divizijski general, poveljnik Jugoslovanske vojske v Sloveniji - četnikov (od decembra 1944) in poveljnik Slovenske narodne vojske v ustanavljanju (april 1945), emigrant
- Vladimir Vauhnik (1896—1955), brigadni general, Maistrov borec, vojaški ataše vojske Kraljevine Jugoslavije v Berlinu, namestnik poveljnika Jugoslovanske vojske v Sloveniji (general Račič - 1944), emigrant

## Jugoslovanska ljudska armada- JLA
A
- Alojz Ahlin (1926—2001), generalmajor, namestnik načelnika Varnostne uprave Zveznega sekretariata za ljudsko obrambo (Zslo)
- Milorad Ajnšpiler (*1923), pomočnik načelnika uprave Generalštaba (GŠ) JLA
- Lado Ambrožič - Novljan (1908—2004), partizanski generalmajor, namestnik poveljnika vojnega letalstva JA in načelnik vojaškega letalskega šolskega centra, publicist
- Viktor Avbelj - Rudi (1914—1993), rezervni generalmajor, narodni heroj, politični komisar GŠ NOV Slovenije, politik
- Jaka Avšič (1896—1978), polkovnik vojske Kraljevine Jugoslavije in prvi poveljnik slovenskih četnikov, partizanski generalmajor, generalpodpolkovnik, poveljnik zaledja JA in vodja Vojaške misije v Berlinu

B
- Aleš Bebler - Primož (1907—1981), španski borec, rezervni generalmajor, narodni heroj, namestnik poveljnika GŠ NOV Slovenije, politik
- Dragomir Benčič - Brkin (1911—1967), generalpodpolkovnik, narodni heroj, poveljnik Odreda JLA Svobodnega tržaškega ozemlja (STO) in načelnik uprave Zslo
- Jože Berce - Rudi (1926—2017), generalmajor, poveljnik brigade in pomočnik poveljnika 9. armade
- Josip Berkopec - Mišel (1911—1997), španski borec, generalmajor, načelnik kadrovske uprave Zslo
- Bernard Bizjak - Kostja (1921—2002), pomočnik poveljnika vojaškega področja
- Jože Borštnar - Gabrovčan (1915—1992), rezervni generalmajor, narodni heroj, poveljnik 9. korpusa NOV
- Ivan Božič (1894—1962), generalmajor, predavatelj vojaške geografije na Vojaški akademiji kopenske vojske JLA v Beogradu
- Mihel Butara - Aleks (1922—2016), generalmajor, poveljnik vojaškega okrožja Ljubljana in republiški sekretar za ljudsko odbrambo RS (Rslo)

C
- Andrej Cetinski - Lev (1921—1997), generalmajor, narodni heroj, poveljnik vojaškega okrožja Ljubljana in pomočnik poveljnika 9. armade
- Viktor Cvelbar - Stane (1923—2016), generalmajor, načelnik štaba in poveljnik divizije

Č
- Marijan Čad (1932—2020), generalpodpolkovnik, poveljnik 13. divizije in 13. korpusa na Rijeki
- Boris Čižmek - Bor (1919—2008), generalmajor, poveljnik Ljudske milice SR Slovenije
- Franc Črnugelj - Zorko (1921—2013), generalmajor, načelnik uprave Tehnične službe GŠ JLA

D
- Anton Dežman - Tonček (1920—1977), generalmajor, narodni heroj, poveljnik brigade in direktor vojaške industrije
- Ivan Dolničar - Janošik (1921—2011), generalpolkovnik JLA, podsekretar in pomočnik ZSLO

F
- Jordan Faganel (1916—1985), generalpodpolkovnik letalstva, načelnik Vojašle letalske akademije in direktor Zvezne uprave za civilni letalski promet

G
- Alojz Gabrovec (1923—2012), generalmajor, poveljnik brigade in načelnik uprave Tehnične službe GŠ JLA
- Dušan Gorkič (1922—2005), generalmajor, načelnik Operativnega oddelka 9. armade

H
- Ivan Hočevar (1933—2021), generalpodpolkovnik letalstva, poveljnik TO Slovenije in namestnik načelnika GŠ JLA za vojno letalstvo in protizračno obrambo (VL-Pzo)
- Samoel Horvat (1924—1995), generalpodpolkovnik, pomočnik poveljnika 9. armade
- Alojz Hren (1924—2017), generalmajor, predsednik komiteja ZKJ 9. armade
- Rudolf Hribernik - Svarun (1921—2002), generalpolkovnik, narodni heroj, poveljnik vojaškega področja Ljubljana in TO Slovenije, pisatelj

I
- Franc Inkret (1914—1978), generalpodpolkovnik, načelnik Uprave topništva GŠ JLA

J
- Ivan Jakič - Jerin (1913—1987), generalmajor, poveljnik vojaškega okrožja Ljubljana
- Jože (Josip) Jakič - Dušan (1921—2014), generalpodpolkovnik, načelnik Šolskega centra atomsko-biološke-kemične obrambe (Abko) in Uprave Abko GŠ JLA
- Radoslav Jakin (1924—2009), generalmajor, načelnik Ršto Slovenije
- Jože Jakomin (1918—1985), generalpodpolkovnik, predsednik komiteja ZKJ 9. armade
- Stanko Jelačin (1904—1960), generalmajor, načelnik Topniškega šolskega centra
- Branko Jerkič - Živko (1925—2016), generalpolkovnik, poveljnik TO Slovenije in 9. armade
- Miroslav Jerkič (*1928), generalpodpolkovnik, načelnik Intendantske uprave GŠ JLA
- Drago Jerman - Mataša (1919—1998), generalmajor, narodni heroj, načelnik štaba in poveljnik divizije

K 
- Alojz Kajin (1924—2019), generalmajor, pomočnik poveljnika 9. armade
- Ivan Kern (1898—1991), generalmajor, nato kontraadmiral
- Edvard Kardelj - Bevc, Krištof...(1910—1979), rezervni generalpolkovnik, narodni heroj, član Vrhovnega štaba NOV Jugoslavije, politik
- Boris Kidrič - Peter (1912—1953), rezervni generalpodpolkovnik, narodni heroj, politični komisar GŠ NOV Slovenije, politik
- Radislav Klanjšček (1925—1984), generalpodpolkovnik, načelnik Uprave oklopno-mehaniziranih enot GŠ JLA in poveljnik TO Slovenije
- Lado Kocijan (1925—2022), generalmajor, načelnik RŠTO Slovenije in pomočnik poveljnika 9. armade
- Franc Kočevar - Ciril (1918—2005), generalpolkovnik, poveljnik Šibenskega vojaškega področja in sekretar Rslo SR Slovenije
- Rudi Kodrič - Branko (1920—2006), generalmajor, narodni heroj, poveljnik vojaškega področja in vojaški ataše v Rimu, Italija
- Vladimir Kogoj - Mišo (1923—2005), generalmajor, načelnik Operativnega oddelka 9. armade
- Vekoslav Kolb (1901—1980), generalpodpolkovnik, načelnik kabineta Zslo v Beogradu
- Konrad Kolšek (1933—2009), generalpolkovnik, načelnik I. Uprave GŠ JLA in poveljnik 5. vojaškega območja v Zagrebu (1989—1991)
- Božidar Kovačič (1920—2011), generalmajor, načelnik Vojno-tehničnega šolskega centra v Zagrebu
- Boris Kraigher - Janez (1914—1967), rezervni generalpodpolkovnik, narodni heroj, politični komisar GŠ NOV Slovenije, politik
- Janez Kramarič (1923—1979), generalmajor, poveljnik divizije in pomočnik poveljnika 9. armade
- Marijan F. Kranjc (1935—2017), generalmajor, načelnik Operativno-učnega oddelka 9. armade, vodja Skupine za ukinitev 9. armade, načelnik štaba in namestnik poveljnika 41. divizije v Bitolju, Makedonija
- Božidar Kraut (1901—1967), generalpodpolkovnik, načelnik štaba Poveljstva topništva JA in Uprave tehnične službe GŠ JLA
- Otmar Kreačić - Kultura (1913—1992), generalpolkovnik, španski borec, partizanski polkovnik, politicni komisar korpusa (1944), po 1945 pomocnik in nacelnik Politicne uprave JLA, nazadnje podsekretar v DSLO, narodni heroj;

- Maks Krmelj - Matija (1910—2004),  rezervni generalmajor, narodni heroj, član IOOF Slovenije
- Vincenc Krmelj (1927—1982), generalpodpolkovnik, poveljnik divizije in načelnik Poveljniško-štabne vojaške akademije
- Dušan Kveder - Tomaž (1915—1966), partizanski generalmajor, generalpodpolkovnik, narodni heroj, načelnik uprave GŠ JLA ter glavni in odgovorni urednik Vojne enciklopedije

L
- Milan Lah (1913—1999), generalmajor, načelnik štaba Poveljstva mesta Beograd
- Franc Leskošek - Luka (1897—1983), rezervni generalpodpolkovnik, narodni heroj, prvi poveljnik GŠ NOV Slovenije in član VŠ NOV Jugoslavije, politik
- Karel Levičnik (1900—1968), generalpodpolkovnik, načelnik štaba Topništva JA in Uprave topništva GŠ JLA
- Ivan Lokovšek - Jan (1913—1993), generalmajor, poveljnik mesta Ljubljane in Ljudske milice SR Slovenije

M
- Ivan Maček - Matija ali Angelo (1908—1993), partizanski generalmajor, rezervni generalmajor, narodni heroj, politik
- Jože Malnarič (1917—1992), generalpodpolkovnik, načelnik I. Uprave (operativne) GŠ JLA
- Karel Marčič (1891—1972), partizanski generalmajor, generalpodpolkovnik, geodet, (prvi) načelnik Vojaško-geodetskega inštituta JLA
- Tone Marinček (1916—1975), generalmajor, načelnik Finančne uprave Zslo
- Miha Marinko - Polde (1911—1983), rezervni generalmajor, (prvi) politični komisar GŠ NOV Slovenije, politik
- Adolf Medvešek (1911—1987), generalmajor sanitetne službe, upravnik Vojaške bolnišnice v Ljubljani
- Peter Mendaš (1919—2003), generalpodpolkovnik, namestnik načelnika uprave Zslo
- Jože Merlak (1917—1970), generalmajor, načelnik štaba Vojaškega področja v Ljubljani
- Dušan Merzel (*1938), generalmajor, načelnik Oklopno-mehaniziranega šolskega centra v Banja Luki in načelnik operatike Šole ljudske obrambe (1992)
- Stanko Mihalič (1926—1998), generalpodpolkovnik, načelnik Uprave oklopno-mehaniziranih enot GŠ JLA in pomočnik poveljnika 9. armade za zaledje
- Mirko Mirtič (*1929), generalpodpolkovnik, načelnik Topniško-raketnega šolskega centra za letalsko in protizračno obrambo v Zadru, načelnik Šole operatike v Beogradu in načelnik štaba 9. armade v Ljubljani
- Vladimir Mišica (1916—1991), generalmajor, poveljnik divizije in načelnik operativnega oddelka 9. armade
- Marijan Morelj (1916—1972), generalmajor sanitetne službe, načelnik oddelka Vojaško-medicinske akademije v Beogradu

N
- Jože Nagode (1926—1974), generalmajor, poveljnik divizije v Varaždinu

O
- Ivan Omahen (1923—), generalmajor, načelnik Gradbene uprave Zslo
- Drago Ožbolt (1931—1994), generalpodpolkovnik, načelnik Pšto Kosovo in Ršto Slovenije
- Jože Ožbolt - Stanko (1922—2018), generalpodpolkovnik, narodni heroj, poveljnik divizije in načelnik štaba 9. armade v Ljubljani

P
- Edvard Pavčič (1929—2009), generalpodpolkovnik, pomočnik poveljnika 9. armade za zaledje in poveljnik TO Slovenije
- Rado Pehaček - Rado Smolar (1913—1985), generalpolkovnik, narodni heroj, (prvi) načelnik II. Uprave (obveščevalne) JLA, poveljnik korpusa in Ljubljanskega vojaškega področja
- Miroslav Peterca (1926—2006), generalmajor, geodet, načelnik Vojaško-geografskega inštituta JLA, profesor Univerze v Ljubljani
- Franc Peterka (1927—2003), generalmajor, poveljnik gardne brigade in namestnik načelnika Kadrovske uprave Zslo
- Rudolf/Rudi Petovar (1916—2004), generalpolkovnik, poveljnik 3. korpusa NOVJ in pomočnik Zveznega sekretarja ljudske obrambe za zaledje
- Miha Petrič - Stevo (1924—2000), generalpodpolkovnik, predsednik komiteja ZKJ 9. armade in poveljnik TO Slovenije
- France Pirc (1899—1954), partizanski generalmajor letalstva, (prvi) poveljnik vojnega letalstva JA, ambasador
- Franc Poglajen - Kranjc (1916—1999), generalpolkovnik, narodni heroj, načelnik Vojne šole JLA v Beogradu in poveljnik 9. armade v Ljubljani
- Bojan Polak - Stjenka (1919—2004), generalmajor, narodni heroj, poveljnik divizije Knoj v Sloveniji in (prvi) poveljnik TO Slovenije
- Stane Potočar - Lazar (1919—1997), generalpolkovnik, narodni heroj, poveljnik 9. armade in načelnik GŠ JLA
- Jožef Praprotnik (1926—1985), generalpodpolkovnik, načelnik Uprave tehnične službe GŠ JLA

R
- Janez Rebolj (*1937), generalmajor, načelnik štaba in namestnik poveljnika 9. korpusa v Kninu (1991)
- Bogdan Renčelj (1928—2009), generalpodpolkovnik, vojaški ataše v Parizu, načelnik kabineta Zslo in načelnik operatike Poveljniško-štabne akademije
- Franc Rojšek - Jaka (1914—1975), generalmajor, narodni heroj, poveljnik divizije in pomočnik poveljnika korpusa
- Leopold Rožanc (*1935), generalmajor, poveljnik 31. divizije v Mariboru in pomočnik poveljnika 1. armade v Nišu
- Marijan Rožič (*1938), generalmajor letalstva, poveljnik 5. korpusa vojnega letalstva in protizračne obrambe v Zagrebu (1991)

S
- Bojan Savnik (1930—1976), generalmajor letalstva, poveljnik letalske divizije in načelnik štaba korpusa vojnega letalstva in protizračne obrambe v Mostarju
- Janko Sekirnik (1921—1996), generalpolkovnik, narodni heroj, načelnik štaba 9. armade in namestnik načelnika GŠ JLA za TO
- Franc Sotlar - Pavijan (1919—1985), generalmajor, predavatelj na Višji vojaški akademiji in poveljnik divizije
- Peter Stante - Skala (1914—1980), generalpodpolkovnik, načelnik štaba 9. armade in poveljnik korpusa

Š
- Jože Šeme (1916—1998), generalmajor, načelnik štaba divizije in poveljnik vojaškega okrožja v Ljubljani
- Ferdo Šetrajčič (1916—1992), generalmajor, načelnik uprave v ZSLO in republiški sekretar za ljudsko obrambo SR Slovenije
- Gracijan Škrk (1925—2007), generalmajor, poveljnik vojaškega okrožja v Ljubljani in predsednik komiteja ZKJ 9. armade
- Pavel Šuc (1925—2001), generalpodpolkovnik, vojaški ataše v Rimu, poveljnik divizije v Postojni in načelnik I. Uprave (operativne) GŠ JLA
- Dušan Švara - Dule (1918—2005), generalpodpolkovnik, pomočnik poveljnika vojaškega področja in 9. armade v Ljubljani

T
- Franc Tavčar - Rok (1920—2000), generalpolkovnik, narodni heroj, načelnik Inženirske uprave GŠ JLA in poveljnik 9. armade v Ljubljani (1972-80)
- Ivo Tominc (1934—1992), generalpodpolkovnik, direktor Narodne armije, pomočnik poveljnika za moralno-politične in pravne zadeve 9. armade in 5. vojaškega območja
- Danilo Trampuž (1901—1992), generalmajor, načelnik uprave GŠ JLA, letališki konstruktor
- Teodor Troha (*1933), generalpodpolkovnik, načelnik Šolskega centra Abko in Uprave za Abko v GŠ JLA ter namestnik poveljnika 3. vojaškega območja v Skoplju
- Franc Turner (1916—1997), generalmajor, načelnik I. oddelka Varnostne uprave Zslo

U
- Zdenko Ulepič (1906—1988) generalpolkovnik, poveljnik vojnega letalstva JLA in pomočnik Zslo

V
- Alojz Vesič (1931—1994), generalpodpolkovnik, pomočnik načelnika GŠ JLA za elektroniko
- Marijan Vidmar (*1936), generalmajor, načelnik RŠTO Slovenije ter načelnik štaba in namestnik poveljnika 14. korpusa v Ljubljani
- Avgust Vrtar (1926—1999), generalpolkovnik, načelnik Visoke vojaško-politične šole in pomočnik Zslo za znanstveno-raziskovalno delo v JLA (1981-86)

Z
- Ciril Zabret (*1935) generalmajor, nazadnje pomočnik načelnika štaba 5. vojaškega območja v Zagrebu (1990-91).
- Tone Zgonc (1914—2002), generalpodpolkovnik, pomočnik poveljnika korpusa
- Milovan Zorc (1935—2018), generalmajor, načelnik Ršto Slovenije, poveljnik divizije in korpusa v Sarajevu, svetovalec predsednika RS M. Kučana za obrambne zadeve
- Alojz(ij) Zupanc (*1927), generalmajor, načelnik Operativno-učnega oddelka 5. armade v Zagrebu
- Anton Zupančič (1927—2003), generalpodpolkovnik, predsednik komiteja ZKJ 9. armade v Ljubljani
- Viktor Zupančič (1931—1997), generalmajor, direktor Zvezne uprave kontrole letenja v Beogradu

Ž
- Alojz Žokalj - Džidži (1918—2003), generalmajor, poveljnik divizije in načelnik štaba korpusa

## Republika Slovenija - Slovenska vojska
- Albin Gutman (*1947), generalpodpolkovnik (2010), general SV; načelnik RŠTO in GŠ SV (1993-98), glavni republiški inšpektor SV (1999-2006), načelnik GŠ SV - drugič (2006-09)
- Ladislav Lipič (*1951), generalmajor (2003), načelnik GŠ SV (2002 - 05), ambasador na Madžarskem
- Iztok Podbregar (*1962), generalpodpolkovnik (1999), načelnik GŠ SV (1998 - 2001), direktor Sove
- Janez Slapar (*1949), generalmajor TO (1991), general SV; načelnik RŠTO Slovenije (1990 - 93), predstavnik SV v OZN
- Alojz Šteiner (*1957), generalmajor (2006), načelnik GŠ SV (2009 - 12)
- Dobran Božič (*1964), generalmajor (2012), načelnik GŠ SV (2012 - 14)
- Andrej Osterman (*1960), generalmajor (2014), načelnik GŠ SV (2014 - 18)
- Alan Geder (*1958), generalmajor (2010), načelnik GŠ SV (2018)
- Alenka Ermenc (*1963), generalmajorka (2018), načelnica GŠ SV (november 2018 - marec 2020)
- Robert Glavaš (*1962), generalpodpolkovnik (junij 2023), načelnik GŠ SV (marec 2020 -)
- Miha Škerbinc (*1965), generalmajor (maj 2021), povejnik poveljstva sil SV
- Roman Urbanč (*1967), generalmajor

## ZDA
- Ferdinand Chesarek - Ches (1914—1993), general (s štirimi zvezdicami), poveljnik zaledja kopenske vojske in vojaški predstavnik ZDA pri OZN
- John Stephan Lekson (Lekšan) (1917—1992), generalmajor, poveljnik padalske divizije
- Joseph W. Pezdirtz (1924—1990), generalmajor, poveljnik mehanizirane divizije
- Ronald Michael Sega (Šega) (*1952), generalmajor letalstva (2001), Nasin astronavt
- Frank Gorenc (*1957), generalmajor letalstva, namestnik načelnika štaba pri Zračnem in vesoljskem operativnem poveljstvu vojnega letalstva ZDA
- Stanley Gorenc (*1953), generalmajor letalstva v pokoju, direktor Oddelka za operativno delovanje in namestnik načelnika štaba pri Zračnem in vesoljskem poveljstvu vojnega letalstva ZDA

## Hrvaška
- Karlo Gorinšek (*1943), generalbojnik (generalmajor), poveljnik operativne cone v Osijeku, politik
- Mirko Zgaga (1890—1943), general (generalmajor) Vojske NDH, poveljnik pukovnije in predsednik Vrhovnega sodišča Vojske NDH
- Božidar Zorn (1900—1945), general (generalmajor) Vojske NDH, poveljnik 2. hrvatske divizije Vojske NDH